# Thomas Baillie MacDougall
Thomas Baillie MacDougall (Escocia, 9 de diciembre de 1895 - Oaxaca, 1973), conocido en México como "Don Tomás", fue un botánico británico nacionalizado estadounidense y mexicano. Fue muy consagrado a las plantas, realizando centenares de exploraciones botánicas a Oaxaca, viajando en ómnibus, a pie; llegando a sitios muy fuera del camino (Stix 1975). Se especializó en plantas de las familias de las cactáceas y crasuláceas.
Sus diarios de campo, se encuentran en la biblioteca del Museo Americano de Historia Natural de Nueva York (MAHN).

## Biografía
Nació en 1895 en la Isla de Bute, Escocia. Estudió en el Jardín Botánico de Manchester, en 1920 cursó agronomía forestal en la Universidad Estatal de Nueva York. En 1930 se nacionalizó como ciudadano de los Estados Unidos de América. Ese mismo año visito México, específicamente los estados de Veracruz, Oaxaca y Chiapas. En las cuatro décadas subsecuentes, cada diciembre regresaba y colectaba en las selvas y bosques de coníferas de Oaxaca, principalmente los distritos de Juchitán, Putla, Tehuantepec y chimalapas.
Se mudó de forma permanente a Oaxaca, en donde residió hasta su muerte en 1973. MacDougall se maravilló con la cantidad de especies de plantas, particularmente las cactáceas que encontró en México. En 1959 decidió convertirse en ciudadano mexicano.
MacDougall fue galardonado en Albuquerque, Nuevo México, en mayo del 1967, con el Fellow Award, que otorga la Sociedad de Cactáceas y Suculentas de los Estados Unidos de América (CSSA), por su labor como colector y descubridor de plantas nuevas para la ciencia.

## Algunas publicaciones

### Libros
- The Chima wilderness. 103 pp.

## Honores
Unas cuarenta especies se nombraron en su honor, entre ellas:
- (Araceae) Anthurium macdougallii Matuda
- (Asteraceae Bartlettina macdougallii R.M.King & H.Rob.
- (Asteraceae) Dahlia macdougallii Sherff
- (Asteraceae) Eupatorium macdougallii (R.M.King & H.Rob.) B.L.Turner
- (Bromeliaceae) Tillandsia macdougallii L.B.Sm.
- (Cactaceae) Disocactus macdougallii (Alexander) Barthlott
- (Cactaceae) Ortegocactus macdougallii
- (Rubiaceae) Rogiera macdougallii (Lorence) Borhidi

- La abreviatura «T.MacDoug.» se emplea para indicar a Thomas Baillie MacDougall como autoridad en la descripción y clasificación científica de los vegetales.[3]